# Mehmet Emin Toprak
Pour les articles homonymes, voir Toprak.
Mehmet Emin Toprak, ou seulement Emin Toprak ou M. Emin Toprak, est un acteur turc, né le 11 octobre 1974 à Yenice dans la région de Çanakkale et mort le 2 décembre 2002 à Çan. Il a reçu à titre posthume le prix d'interprétation masculine au Festival de Cannes 2003, ex æquo avec son partenaire Muzaffer Özdemir pour son rôle dans le film Uzak de Nuri Bilge Ceylan.

## Filmographie
- 1989 : Istanbul de Mats Arehn : petit garçon
- 1997 : Kasaba de Nuri Bilge Ceylan : Saffet
- 1999 : Nuages de mai (Mayis sikintisi) de Nuri Bilge Ceylan : Saffet
- 2002 : Uzak de Nuri Bilge Ceylan : Yusuf

## Récompenses
- 2002 : Meilleur acteur dans un second rôle au Antalya Altýn Portakal Film Festivali pour Uzak
- 2003 : Prix d'interprétation masculine au Festival de Cannes 2003, ex Aequo avec Muzaffer Özdemir pour Uzak